# Bupleurum haussknechtii
Bupleurum haussknechtii är en flockblommig växtart som beskrevs av Pierre Edmond Boissier. Bupleurum haussknechtii ingår i släktet harörter, och familjen flockblommiga växter. Inga underarter finns listade i Catalogue of Life.